# Julius Rolshoven
Julius Rolshoven (1858-1930) était un artiste peintre américain, qui travailla dans la pure tradition académique.
Rolshoven est né et grandit à Détroit, au Michigan. Âgé de 18 ans, il alla à New York pour y étudier l'art à la Cooper Union Art School, puis à l'Académie des beaux-arts de Düsseldorf, puis encore à Munich, étudiant ainsi sous les ordres de l'artiste Frank Duveneck dans ses écoles de Venise et de Florence, devant ainsi l'un des "Duveneck Boys". Rolshoven retourna finalement aux États-Unis au début de la Première Guerre mondiale.
En 1916, Rolshoven s'installa dans le sud-ouest américain, à Santa Fe. Il a également été un membre de la Taos Society of Artists. De 1920 jusqu'à sa mort, il voyagea entre ses trois résidences, entre Florence, Détroit et Santa Fe. Il mourut sur un navire en Atlantique.